# Prédios do Parlamento da Nova Zelândia

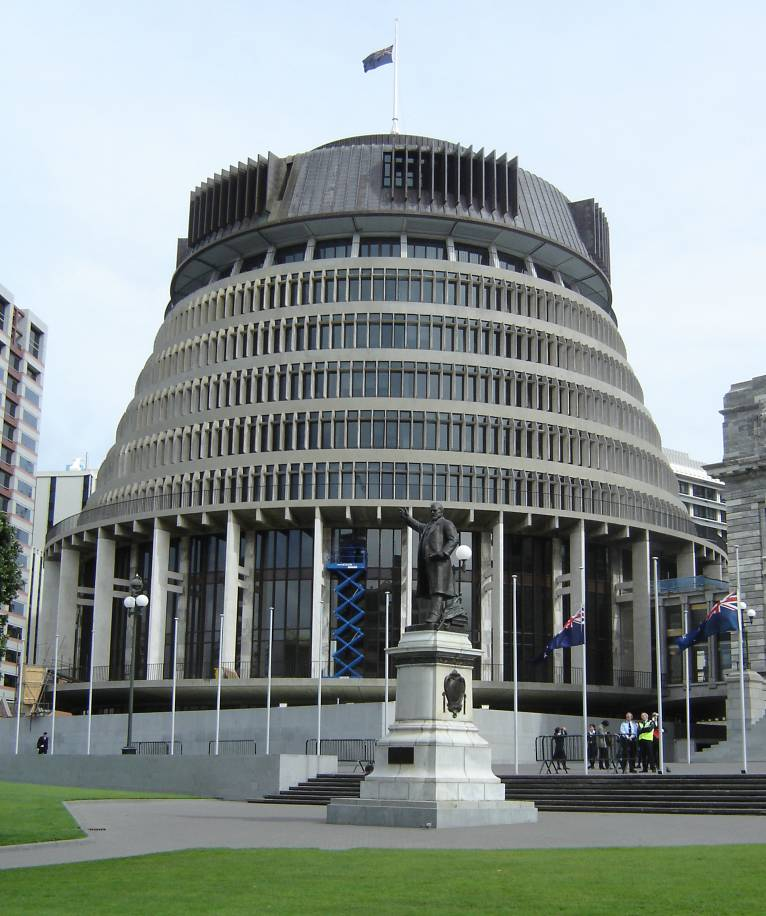
A Colmeia (Beehive) onde fica o Poder Executivo

Os Prédios do Parlamento da Nova Zelândia abrigam o Poder Legislativo e o Poder Executivo daquele país em uma área de 45 000 metros quadrados no norte de Wellington. Consiste na Casa do Parlamento, a Ala Executiva (Beehive), a Biblioteca do Parlamento e a Casa Bowen.

## Casa do Parlamento
O prédio principal do complexo é a Casa do Parlamento que contém a Câmara de Debates (Debating Chamber), Escritório dos Porta-vozes, Centro de Visitantes e salas de comitês.
Uma antiga Casa do Parlamento foi destruída pelo fogo em 1907 junto com parte do complexo. Uma competição para escolher um novo desenho para a reconstrução foi criada pelo Primeiro-ministro Joseph Ward em fevereiro de 1911. De 37 projetos, o projeto do Arquiteto do Governo John Campbell foi escolhido. Seu outro projeto ficou em quarto. O projeto atual é uma combinação dos dois e foi dividido em duas partes: a primeira consistia e uma nova estrututra para as duas câmaras e uma segunda etapa com uma ampliação e uma nova livraria que substituiria a já existente.
Apesar da preocupação com os custos, o Primeiro-ministro William Massey permitiu que a construção da primeira parte se iniciasse em 1914, mas sem os detalhes do ornamento e domos no teto. O início da I Guerra Mundial (1914-1918) fez com que a mão-de-obra e o material se tornasse escasso. Em 1917, o último andar do primeiro estágio foi completado. Apesar de estar longe do fim das obras. Em 1918, os parlamentares começaram a trabalhar no novo prédio, evitando utilizar o já desgastado Prédio do Governo. Em 1922 as construções foram finalizadas, apesar de o prédio estar incompleto e a segunda fase nunca ter sido iniciada. O prédio só foi inaugurado oficialmente em 1995 pela Chefe de Estado da Nova Zelândia, a Rainha Isabel II.

## A Colméia (Beehive)
Devido à sua forma, a Ala Executiva recebeu o apelido de Beehive (em português: colmeia). O Beehive está na área onde deveria ser a ala sul da Casa do Parlamento. Esta construção distinta foi projetada pelo arquiteto britânico Sir Basil Spence em 1964, e completado em 1981.
O prédio tem 10 andares e 72 metros de altura. O último andar é ocupado por salas do Gabinete, e o andar logo abaixo é ocupado pelo escritório da Primeira-ministra. Os outros andares são ocupados por escritórios individuais de ministros e diversas outras salas.
Em 1997, havia um plano para mover o Beehive para trás da Casa do Parlamento, para assim terminar o projeto original de 1911. O plano foi logo esquecido por falta de apoio popular que fez com que os partidos retirassem seus apoios.

## A Biblioteca do Parlamento
Completada em 1899, este é o prédio mais antigo do complexo. Sobreviveu ao incêndio de 1907 que destruiu os outros prédios parlamentares, incluindo a Casa do Parlamento.

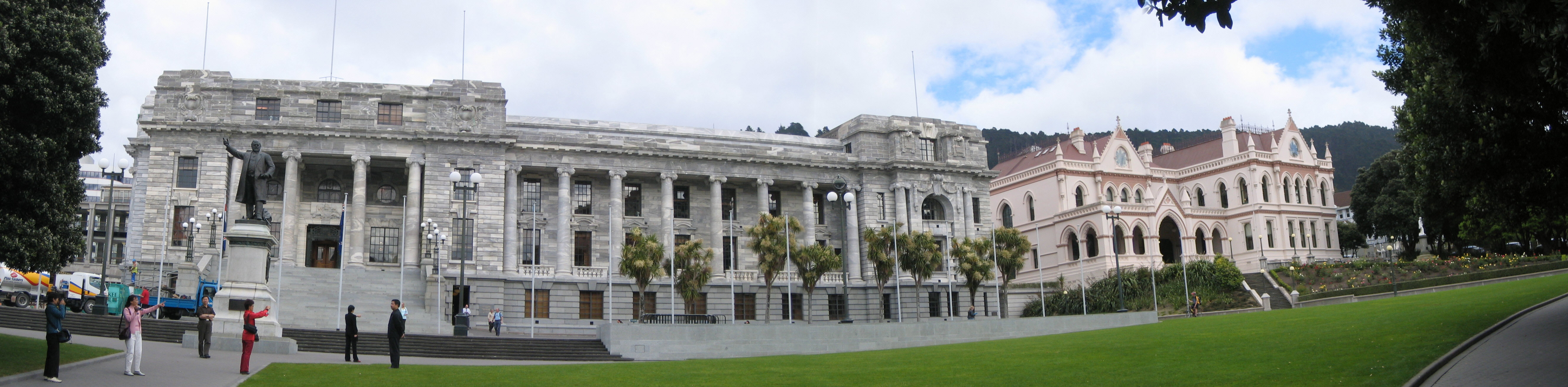
A Casa do Parlamento e a Biblioteca.

## A Casa Bowen
Escritório de diversos andares construído próximo ao Beehive, a Casa Bowen abriga os escritórios de membros do parlamento. Está conectado com o resto do complexo por um tunel sob a Rua Bowen.